# SN 1987N
SN 1987N – supernowa typu Ia odkryta 18 grudnia 1987 roku w galaktyce NGC 7606. W momencie odkrycia miała maksymalną jasność 13,00m.